# Kai-Kai
Kaï-Kaï (ou Kai-Kai, Kay-Kay) est une commune du Cameroun située dans la région de l'Extrême-Nord et le département du Mayo-Danay, à proximité de la frontière avec le Tchad.

## Population
Lors du recensement de 2005, la commune comptait 55 366 habitants, dont 4 935 pour Kaï-Kaï Ville.

## Structure administrative de la commune
Outre Kai-Kai proprement dit, la commune comprend notamment les localités suivantes :
- Barkaya
- Baryagodjo
- Begue Palam
- Dama
- Dedeke
- Djafga
- Djofa
- Doreissou
- Dougoui
- Doukouroy
- Kaivele
- Keleo
- Lougoye-Massouang
- Madalam
- Magayel
- Massouang
- Mbouktang
- Mogozi
- Nguidouang
- Silla
- Vagandja
- Yangha